# Pavel Țugui
Pavel Țugui (n. 1 noiembrie 1921, Vicovu de Jos, România – d. 20 septembrie 2021) a fost un activist comunist român și istoric literar. Pavel Țugui a fost membru în Partidul Comunist Român din 1945.  
Țugui a lucrat ca profesor universitar și istoric literar. Cunoștea foarte bine Bucovina despre care a scris câteva cărți. Și-a publicat memoriile în 1999.
Comisia Prezidențială pentru Analiza Dictaturii Comuniste din România l-a găsit vinovat de îndoctrinarea populației.

## Premii
- Premiul Mihai Eminescu Ziaristul[6]

## Distincții
- Medalia „A cincea aniversare a Republicii Populare Române” (24 decembrie 1952) „pentru lupta și munca duse în vederea făuririi, consolidării și prosperării Republicii Populare Române”[7]
- Ordinul Muncii clasa a III-a (21 august 1954) „pentru merite deosebite pe tărîmul construcției de stat, economice, sociale și culturale, cu ocazia celei de a zecea aniversări a eliberării patriei noastre”[8]
- Ordinul Muncii clasa a II-a (30 decembrie 1957) „cu ocazia celei de a zecea aniversări a proclamării Republicii Populare Romîne și pentru merite deosebite în îndeplinirea sarcinilor date de Partidul Muncitoresc Romîn, pentru merite deosebite pe tărîmul construcției de stat, economice, sociale, culturale și obștești”[9]
- Ordinul „23 August” clasa a IV-a (12 august 1959) „pentru merite deosebite în opera de construire a socialismului”[10]